# IEEE 802.11bn
IEEE 802.11bn (possiblement anomenat Wi-Fi 8) per la Wi-Fi Alliance, és una modificació de l'estàndard 802.11 per WLAN desenvolupat pel grup de treball 11 del comitè d'estàndards LAN/MAN del IEEE (IEEE 802), que millora tots els àmbits de la comunicacióː velocitat de transmissió, eficiència espectral, amplada de banda, connectivitat, etc. Es preveu una velocitat de transmissió de 100 Gbit/s i treballa en les bandes ISM de 2,4 GHz, 5 GHz i 6 GHz. Encara no està ratificada.
| Generació                                                                                      | IEEE estàndard | Adoptat   | Màxim (Mb/s) | Radio freqüènciA (GHz) |
| ---------------------------------------------------------------------------------------------- | -------------- | --------- | ------------ | ---------------------- |
| (Wi-Fi 0*)                                                                                     | 802.11         | 1997      | 1–2          | 2.4                    |
| (Wi-Fi 1*)                                                                                     | 802.11b        | 1999      | 1–11         | 2.4                    |
| (Wi-Fi 2*)                                                                                     | 802.11a        | 1999      | 6–54         | 5                      |
| (Wi-Fi 3*)                                                                                     | 802.11g        | 2003      | 6–54         | 2.4                    |
| Wi-Fi 4                                                                                        | 802.11n        | 2009      | 6.5–600      | 2.4, 5                 |
| Wi-Fi 5                                                                                        | 802.11ac       | 2013      | 6.5–6933     | 5                      |
| Wi-Fi 6                                                                                        | 802.11ax       | 2021      | 0.4–9608     | 2.4, 5                 |
| Wi-Fi 6E                                                                                       | 802.11ax       | 2021      | 0.4–9608     | 2.4, 5, 6              |
| Wi-Fi 7                                                                                        | 802.11be       | 2024      | 0.4–23,059   | 2.4, 5, 6              |
| Wi-Fi 8                                                                                        | 802.11bn       | est. 2028 | 100,000      | 2.4, 5, 6              |
| *Wi‑Fi 0, 1, 2, i 3 s'anomenen per referència antiga. No existeixen a la nomenclatura oficial. |                |           |              |                        |

EE 802.11bn, anomenat Ultra High Reliability (UHR), serà el proper estàndard IEEE 802.11. També està designat Wi-Fi 8.

## Estàndard
Com el seu nom indica, 802.11bn pretén millorar la fiabilitat de la Wi-Fi.
802.11bn requerirà antenes més avançades per als canals superiors a 6 GHz que s'utilitzen en 802.11be i inferior. 42.5 GHz i 71 GHz requereixen una línia de visió i no poden penetrar les parets. A l'aire lliure, 802.110 milions es veuran atenuats per la pluja, com s'experimenta amb les comunicacions per satèl·lit.
- Coordinació i transmissió de punts d'accés múltiple (AP).
- Freqüències d'ona mil·limètrica (mmWave).
- Baixa latència

Un objectiu de 802.110 és arribar als 100 Gbps de velocitat. Això requeriria adaptar els punts d'accés al sostre amb fibra òptica monomode.
Estirar la fibra de mode únic no és difícil als llocs on existeix coure, ja que el coure antic es pot utilitzar per estirar els nous paquets de fibres. La fibra monomode té l'avantatge de tenir cables més llargs, ja que les classificacions de distància superen els 40 km. L'adopció de fibra per als punts d'accés pot proporcionar a diversos usuaris velocitats de descàrrega molt ràpides.
Les oficines hauran de considerar diversos punts d'accés, ja que la línia de visió és fonamental. Els modes compatibles amb versions anteriors a 5 GHz i 6 GHz poden gestionar problemes quan 42,5 GHz no poden arribar a un dispositiu.

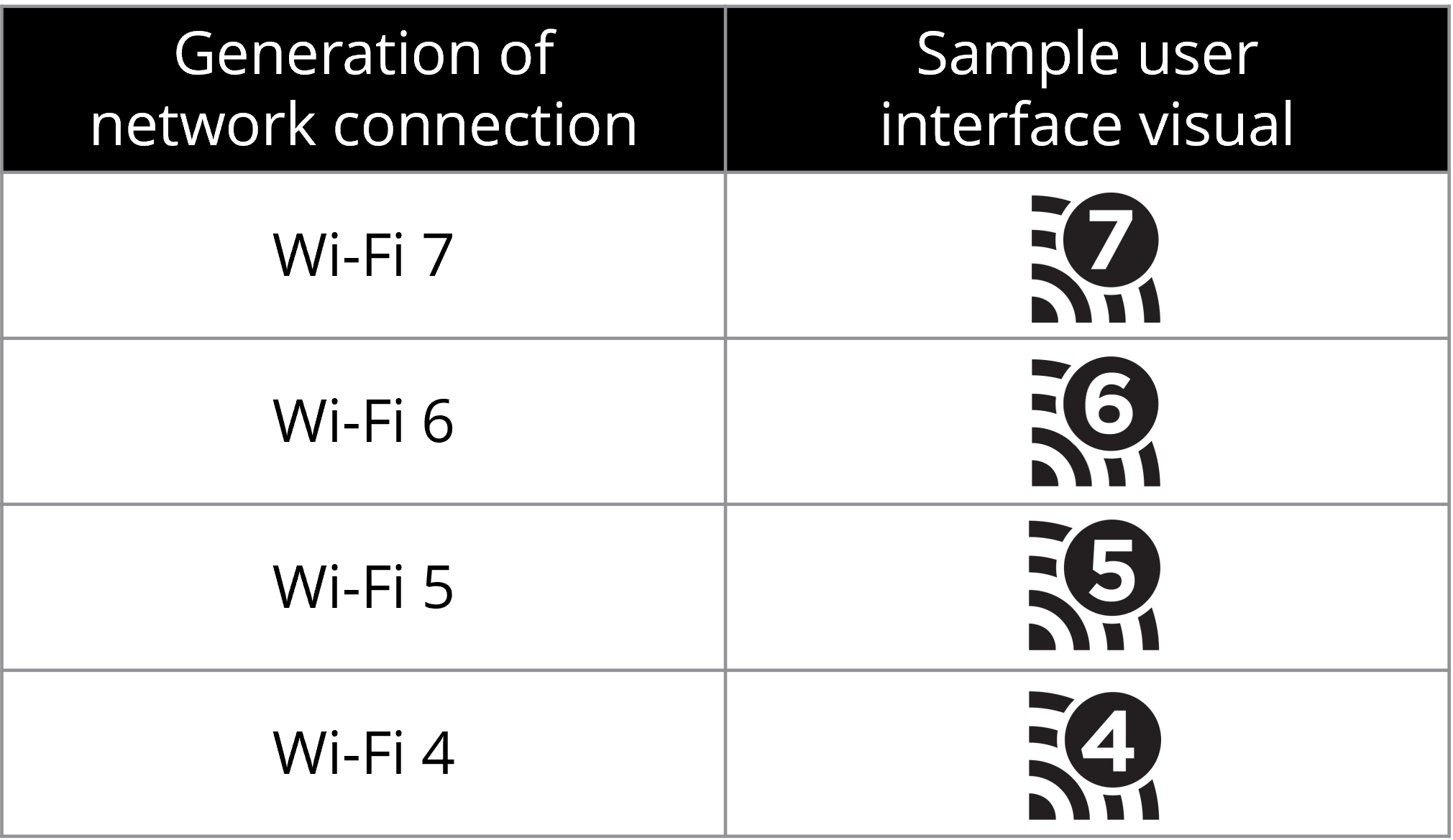